# Merzig
Merzig es la capital del distrito de Merzig-Wadern, en el Sarre, Alemania. Se encuentra al lado del río Sarre, a 35 kilómetros de Tréveris y a 35 kilómetros de Saarbrücken. Tiene 17 distritos con unos 29 812 habitantes a finales de 2016.
Aquí nació el jugador de tenis Benjamin Becker.
Merzig es conocido por el Parque de lobos Werner Freund.

## Atracciones
- Iglesia de Simón Pedro
- Ayuntamiento antiguo
- Diversos edificios de la época del Barroco
- Jardín de los sentidos

## Ciudades hermanadas
- Saint-Médard-en-Jalles (Francia), a partir de 1986
- Luckau (Alemania, Brandemburgo)
- Mertzig (Luxemburgo)